# Underoath
Underoath, logotyp z użyciem Ø: Underøath  – grupa grająca metalcore pochodząca z Florydy, tworzy utwory o tematyce chrześcijańskiej (metal chrześcijański).
Dwie pierwsze płyty wydane zostały przez Takehold Records. Kolejne krążki wydawane były już pod szyldem Solid State Records, a samo Underoath po wyjściu They're Only Chasing Safety zajęło miejsce najlepiej sprzedającego się zespołu swojego wydawcy.

## Muzycy
Obecny skład zespołu
- Aaron Gillespie – perkusja, wokal (1997–2010, od 2015)
- Christopher Dudley – instrumenty klawiszowe (2000–2013, od 2015)
- Timothy McTague – gitara prowadząca, wokal wspierający (2001–2013, od 2015)
- Grant Brandell – gitara basowa (2002–2013, od 2015)
- James Smith – gitara rytmiczna (2003–2013, od 2015)
- Spencer Chamberlain – wokal prowadzący, gitara (2003–2013, od 2015)

Byli członkowie zespołu
- Dallas Taylor – wokal prowadzący (1997–2003)
- Luke Morton – gitara prowadząca (1997–1999)
- Rey Anasco – gitara basowa (1997–1999)
- Corey Steger – gitara rytmiczna (1998–1999), gitara prowadząca (2000–2001), wokal wspierający (1998–2001)
- Octavio Fernandez – gitara basowa (1999–2000), gitara rytmiczna (2000–2003)
- Matthew Clark – gitara basowa (2000–2001)
- Billy Nottke – gitara basowa (2001–2002)
- Kelly Scott Nunn – gitara rytmiczna (2002–2003)
- Daniel Davison – perkusja (2010–2013)

Muzycy koncertowi
- Matt Tarpey - wokal prowadzący (2003)
- Kenny Bozich - perkusja (2008)
- Tyler "Telle" Smith - wokal prowadzący (2011)

## Dyskografia
- Act Of Depression (1999)
- Cries Of The Past (2000)
- The Changing Of Times (2002)
- They're Only Chasing Safety (2004)
- They're Only Chasing Safety (Special Edition) (2005)
- Define The Great Line (2006)
- Define The Great Line (Special Edition) (2006)
- Survive, Kaleidoscope (2008)
- Lost In The Sound Of Separation (2008)
- Disambiguation (2010)
- Erase Me (2018)

## Single
- "When The Sun Sleeps" (2002)
- "Letting Go Of Tonight" (2002)
- "Reinventing Your Exit" (2004)
- "It's Dangerous Business Walking Out Your Front Door" (2004)
- "Wrapped Around Your Finger (The Police cover)" (2005)
- "Writing On The Walls" (2006)
- "In Regards To Myself" (2006)
- "You're Ever So Inviting" (2007)
- "A Moment Suspended In Time" (2007)